# Liga Profesional de Fútbol de Uzbekistán
Liga de Fútbol Profesional de Uzbekistán, abbr. UzPFL (en uzbeko: Oʻzbekiston Professional futbol ligasi / Ўзбекистон профессионал футбол лигаси, OʻzPFL, ЎзПФЛ) es una organización de fútbol que gestiona y controla todo el sistema de ligas de fútbol del país. En 2008, por recomendación de la Confederación Asiática de Fútbol, se separó de la Federación de Fútbol de Uzbekistán como una organización separada.
Coordina competiciones de fútbol profesional como la Superliga, Proliga, Primera Liga,  Copa de la Liga, Supercopa de Uzbekistán, Campeonatos de Uzbekistán U19  y U21. Organiza competiciones entre clubes de fútbol, proporciona instrucciones sobre sus actividades deportivas y organizativas y de gestión, así como sobre las relaciones.
Promueve la celebración de competiciones de fútbol en varios niveles en cooperación con los ministerios, departamentos, empresas y organizaciones de Uzbekistán.
Es una de las ligas líderes en el continente asiático en materia de licencias.
A partir de marzo de 2025, seis empresas uzbekas serán patrocinadoras oficiales de la liga. 

## Historia
En 1992, formaba parte de la estructura organizativa de la Federación de Fútbol de Uzbekistán y era la unidad responsable de organizar las competiciones de fútbol profesional en Uzbekistán. A principios de 2008, la Confederación Asiática de Fútbol recomendó a la Federación de Fútbol de Uzbekistán crear la PFL como una organización separada. Establecido el 20 de junio de 2008 en la Asamblea General de la Asociación de Fútbol y Clubes de Fútbol de Uzbekistán y registrado el 2 de julio por el Ministerio de Justicia de la República de Uzbekistán.
De 2008 a 2018, se celebró el campeonato de fútbol juvenil de Uzbekistán. De 2019 a 2023, supervisó la celebración del fútbol femenino (Liga Premier, Primera División, Copa, Supercopa), y de 2017 a 2025, el campeonato de fútbol sala (Liga Premier, Copa y otros) de Uzbekistán.
El 10 de enero de 2023 se convirtió en miembro de la Asociación de Ligas Mundiales de Fútbol Profesional.

## Meta y objetivos
El objetivo principal de la Liga de Fútbol Profesional de Uzbekistán es coordinar la celebración de competiciones de fútbol profesional en el territorio de la República de Uzbekistán entre los equipos de fútbol de las categorías Superliga, Proliga, Primera Liga, Liga Mayor y Primera. Liga de fútbol sala, Copa de Uzbekistán, Copa de la Liga, Supercopa de Uzbekistán, todas las categorías de edad de Uzbekistán, organización y realización de competiciones entre clubes de fútbol, coordinación de competiciones de fútbol profesional, organización y realización de competiciones entre clubes de fútbol, así como gestión deportiva, organizativa y de gestión. actividades y relaciones.
Cada mes, según la votación de los expertos, se determinan los ganadores de las nominaciones de mejor jugador, mejor árbitro, mejor goleador de la Superliga de Uzbekistán y se organiza el trabajo de premiación. Cada mes, se determinan los ganadores de las nominaciones de mejor club de fútbol de Uzbekistán, mejor jugador femenino/masculino, mejor árbitro y otras, y se organiza su premiación a finales de año.

## Gerentes
Farkhad Magametov fue el primer director de la organización en 2008-2017. De septiembre de 2017 a 2019, Amon Gafurov dirigió la organización. Más tarde, en 2019-20, la organización estuvo dirigida por Davron Shoqurbanov. Diyor Imamkhodjaev, quien ocupó temporalmente el cargo de director general de 2020 a 2022, fue nombrado director general de la organización en 2022.
| Nombre                         | Fijado         | Liberado       |
| ------------------------------ | -------------- | -------------- |
| Farkhod Abdualievich Magometov | 04/09/2008     | 04/09/2017     |
| Aman Fayzullaevich Gafurov     | 04/09/2017     | 17/06/2019     |
| Davron Gayratovich Shakurbanov | 17/06/2019     | 26/05/2020     |
| Diyor Abrorovich Imamjozhaev   | Del 26/05/2020 | hasta la fecha |

### Comité Ejecutivo
Diyor Imamjodzhaév, director general.
Odil Ajmédov, miembro del Comité Ejecutivo, vicepresidente de la Asociación de Fútbol de Uzbekistán.
Tolabek Akramov, miembro del Comité Ejecutivo, vicepresidente del club de fútbol «Lokomotiv Tashkent».
Bajodir Mirzaév, miembro del Comité Ejecutivo, director general del club de fútbol de la OKMK.
Alishér Yusupov, miembro del Comité Ejecutivo, director del club de fútbol Nasaf.
Oybekjan Ibrajimjanov, miembro del Comité Ejecutivo, asesor jurídico de la Liga de Fútbol Profesional de Uzbekistán.

## Competiciones bajo la jurisdicción de la PFL de Uzbekistán

### Campeonato de fútbol de Uzbekistán

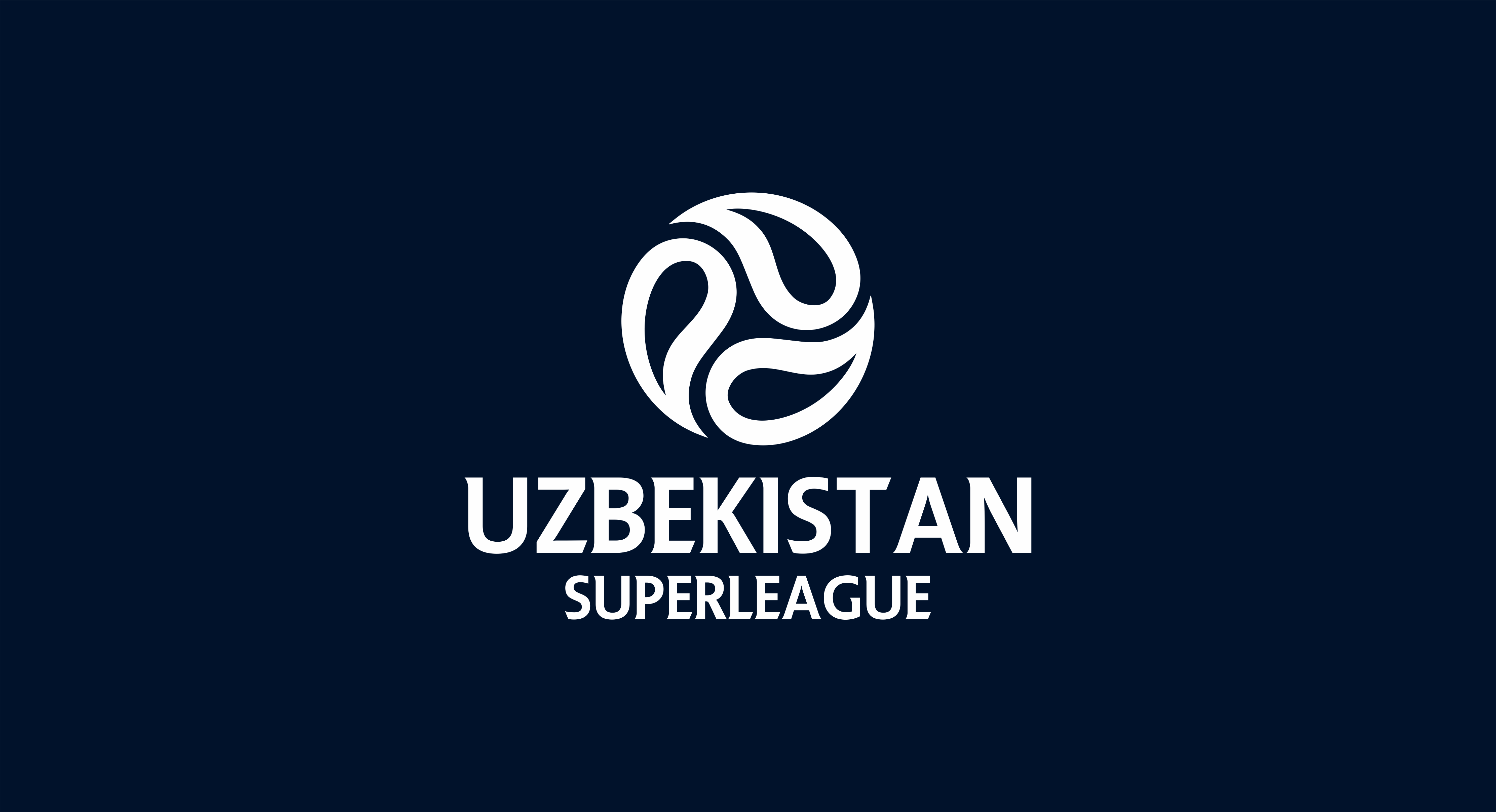
La Superliga

La Superliga es máxima división del sistema de competiciones de fútbol de Uzbekistán, en la que participan clubes de fútbol profesionales. Fue fundada en 1992 como Liga Mayor. En total participarán 14 equipos. El campeonato se celebrará en marzo-noviembre y cada equipo disputará 26 partidos. Hasta 2018, la competición se llamaba oficialmente Liga Mayor. A partir de 2019, el patrocinador principal será primero la Superliga Pepsi y, a partir de 2020, la Superliga Coca Cola y, a partir de 2024, la Superliga Artel. En total, 45 clubes participaron en la historia de los campeonatos de Uzbekistán, y sólo 7 de ellos subieron al podio del campeonato: “Pajtakor” - 14 veces, “Neftchi” - 5 veces, “Bunyodkor” - 5 veces, “Lokomotiv" - 3 veces, "Dustlik" - 2 veces, MHSK - 1 vez, "Navbahor" - 1 vez. En los diferentes años el número de equipos en el campeonato de Uzbekistán fue diferente. En los primeros años participaron en el campeonato 16 equipos, luego en diferentes años el número de equipos fue de 14, 18 y 20. En 2018, el número de equipos campeones fue de 12. En 2025, el número de equipos campeones será de 16.

### Copa de fútbol de Uzbekistán

Copa de Uzbekistán

Copa Nacional de Fútbol organizada por la Liga de Fútbol Profesional de Uzbekistán. El concurso se celebra desde 1992. El primer ganador de la copa fue el club Navbahor. Los ganadores de la Copa de Uzbekistán se clasifican para la Liga de Campeones de la AFC.
El club de fútbol Pajtakor es considerado el poseedor del récord de victorias en la Copa de Uzbekistán (13 veces). Los clubes "Bunyodkor" y "Nasaf" ganaron 4 veces cada uno, "Navbahor" y "Lokomotiv" - 3 veces cada uno, "Neftchi" - 2 veces, AGMK", "Andijan" y "Dustlik" - 1 vez cada uno.

### Copa de PFL de Uzbekistán
La Copa de la Liga de Uzbekistán es una competición anual de fútbol masculino. Las competiciones, que desde 2010 organizan la Liga de Fútbol Profesional de Uzbekistán y la Asociación de Fútbol de Uzbekistán, no se celebraron en 2016-2018. La Copa de la Liga de Uzbekistán se organizó por primera vez en 2019. A él asistirán principalmente clubes de Uzbekistán, así como clubes de fútbol de Kirguistán, Tayikistán, Turkmenistán y Kazajstán a propuesta de la UzPFL. El primer ganador del concurso fue el equipo de Taskent "Pajtakor".

### Supercopa de fútbol de Uzbekistán

Supercopa de Uzbekistán

Una competición que consta de un partido entre el actual ganador de la Copa de Uzbekistán y el actual ganador de la Superliga de Uzbekistán. Si un equipo gana la Copa y la Superliga, en el partido por la Supercopa se enfrentará al equipo que ocupó el segundo lugar en la Superliga. El partido de la Supercopa de Uzbekistán se celebra tradicionalmente a finales de febrero o principios de marzo, abriendo así la nueva temporada de fútbol en el país. Suele celebrarse en un estadio neutral para ambos equipos.
Organizado conjuntamente por la Asociación de Fútbol de Uzbekistán.

### Primera Liga de Uzbekistán
Según la decisión de la dirección de la PFL del 21 de noviembre de 2017, la Primera Liga de Uzbekistán pasó a llamarse oficialmente Pro Liga de Uzbekistán desde la temporada 2018. La liga se redujo de 18 a 16 equipos.
Realizado desde 2010. Desde 2010, las primeras competiciones ligueras se dividen en dos regiones: oriental y occidental. Los equipos de la región oriental incluyen clubes de fútbol de las regiones de Andijan, Namangan, Fergana y Tashkent. Los equipos de la región occidental incluyen clubes de fútbol de las regiones de Syrdarya, Jizzakh, Navoi, Samarcanda, Kashkadarya, Surkhandarya, Bujará, Khorezm y la República de Karakalpakstán. Número de equipos participantes en cada región: 12.
La Primera Liga de Uzbekistán era anteriormente una competición menor en el sistema de fútbol. Tras la creación de la Pro League en 2018, la Primera Liga se reorganizó a partir de 2020 y ahora es la competición de tercer nivel del país.

### Campeonato de fútbol de Uzbekistán (U21)
Competición en la que juegan los equipos juveniles de la Superliga del sistema de fútbol de Uzbekistán. De acuerdo con el reglamento de la UzPFL, en él participarán jugadores no mayores de 21 años. Los partidos del Campeonato Sub-21 se organizarán un día después del partido de los equipos principales.

### Campeonato de fútbol de Uzbekistán (U19)
La selección juvenil Sub-19 defenderá el honor de Uzbekistán en el Campeonato Mundial Juvenil de Fútbol (Sub-20), el Campeonato Asiático Sub-19 (Sub-19) y otros torneos. Competición entre equipos sub-19 de clubes de Superliga y Proliga. El Campeonato Sub-19 se fundó en 2021. En él todos los clubes de las dos primeras divisiones lucharán por la victoria con sus alumnos. Competición entre equipos sub-19 de clubes de Superliga y Proliga. El Campeonato Sub-19 fue fundado en 2021. En él todos los clubes de las dos primeras divisiones lucharán por la victoria con sus alumnos.

## Competiciones en colaboración

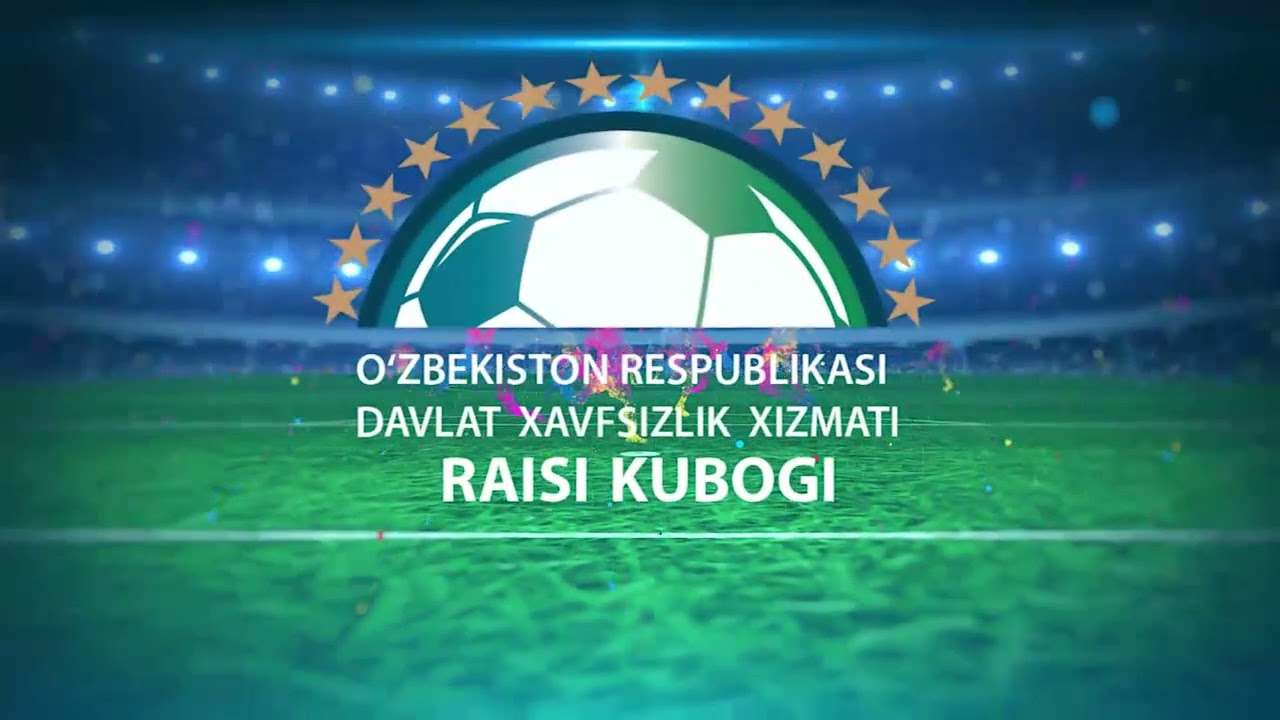
Emblema de la Copa del Servicio de Seguridad del Estado de Uzbekistán

En colaboración con el Servicio de Seguridad del Estado, el Ministerio de Deportes y la Agencia de Asuntos Juveniles de la República de Uzbekistán, organiza las competiciones de la Copa SSS.
También organiza competiciones de copa para estudiantes en colaboración con el Ministerio de Educación Superior, Ciencia e Innovación, el Ministerio del Interior y la Asociación de Fútbol.

## Patrocinadores
En 2018, la Liga de Fútbol Profesional de Uzbekistán estableció una asociación con Pepsi. Desde 2019, Coca-Cola Beverage Uzbekistan es el patrocinador principal de la Superliga de Uzbekistán. En los medios y en los eventos oficiales, la máxima división del campeonato de fútbol de Uzbekistán se llama Coca-Cola Super League. En 2020, estableció una cooperación con la compañía de seguros Apex Insurance. La empresa ofrece seguro médico a más de 1.500 jugadores profesionales registrados en la liga. De 2021 a 2022, los patrocinadores fueron Epsilon, la sociedad anónima Madad Invest Bank, Turon Eco Cement y Jizzakh Battery Plant. El 16 de marzo de 2023, el holding BMB se convirtió en patrocinador oficial de la Superliga. Además, durante 2023, el portal de información Olcha.uz y la aerolínea privada Centrum Air se convirtieron en socios de la Liga de Fútbol Profesional de Uzbekistán. El 28 de febrero de 2024, la marca más grande del mercado de electrodomésticos de Uzbekistán, Artel, se convirtió en el patrocinador principal de la Superliga hasta finales de 2026. El 12 de marzo de 2024, Uzcard se convirtió en socio oficial de la Liga de Fútbol Profesional de Uzbekistán. El 17 de febrero de 2025, la marca deportiva "Macron" se convirtió en patrocinadora oficial de la UzPFL.

## Logros

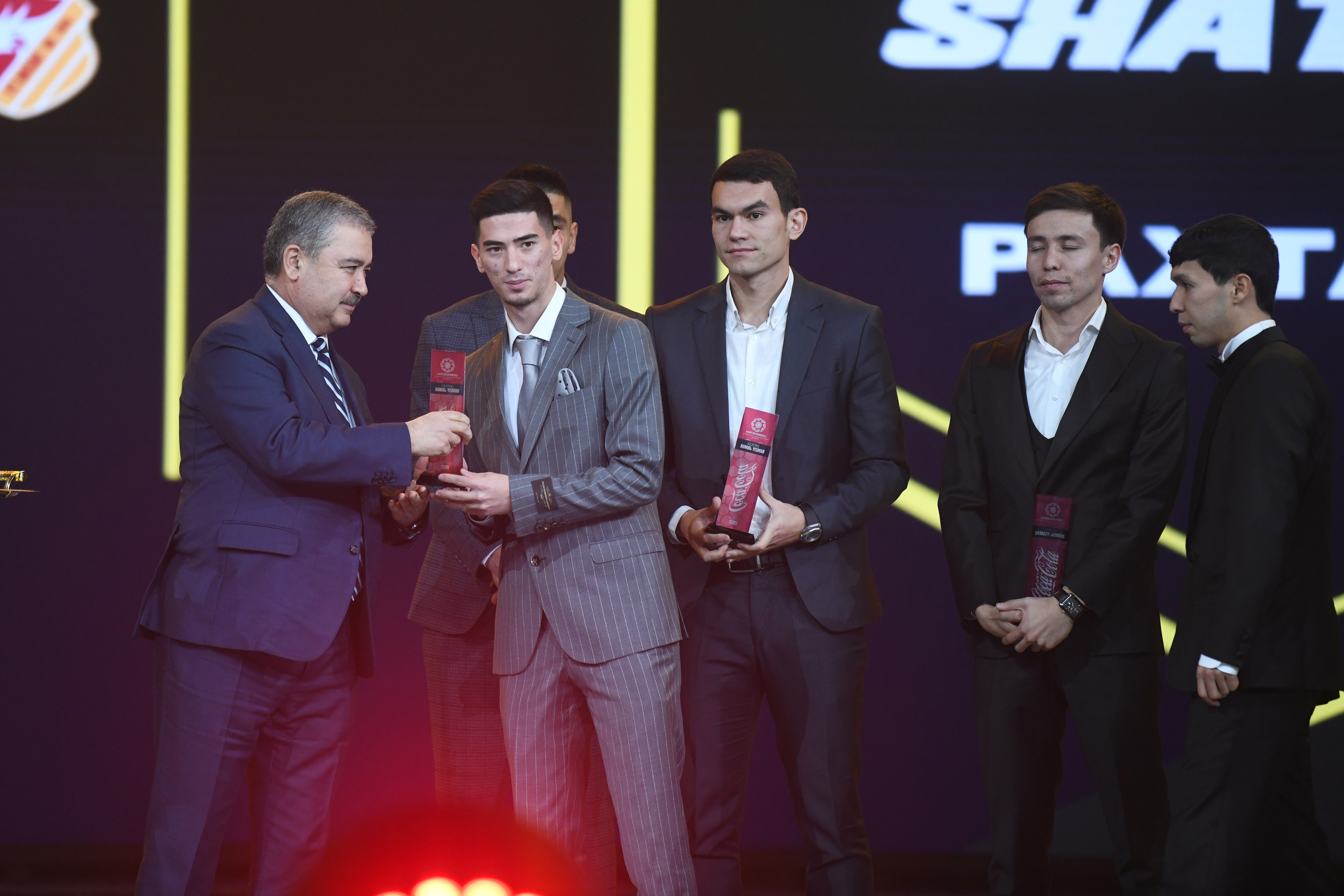
Ceremonia de entrega de premios de la UzPFL, 2022

La liga de fútbol profesional de Uzbekistán es una de las líderes en licencias del continente asiático. A finales de 2021, 12 clubes de Uzbekistán obtuvieron la licencia de la Confederación Asiática de Fútbol, lo que se registró como el tercer mejor resultado del continente. En 2021, entre los equipos femeninos, 2 clubes de Uzbekistán fueron los primeros en Asia en aprobar con éxito la licencia.
El Ministerio de Justicia de la República de Uzbekistán y la Asociación Nacional de Organizaciones No Gubernamentales de Uzbekistán incluyeron a UzPFL en la lista de las “20 organizaciones no gubernamentales más transparentes” según los resultados de 2021.